# Peugeot Typ 69

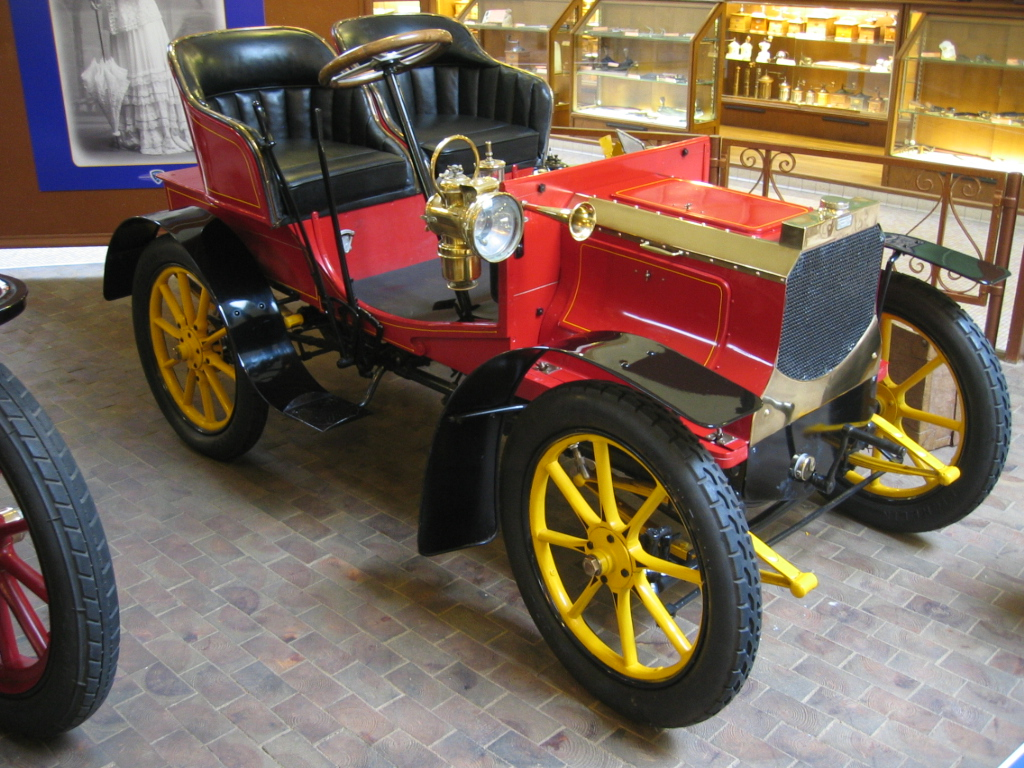
Peugeot Typ 69 im Peugeot-Museum Sochaux

Der Peugeot Typ 69, auch Peugeot Bébé genannt, ist ein frühes Automodell des französischen Automobilherstellers Peugeot, von dem von 1905 bis 1912 im Werk Audincourt 400 Exemplare produziert wurden.
Die Fahrzeuge besaßen einen Einzylinder-Viertaktmotor, der vorne angeordnet war und über Kardan die Hinterräder antrieb. Der Motor leistete aus 652 cm³ Hubraum 6,75 PS.
Bei einem Radstand von 166,5 cm betrug die Spurbreite 105 cm. Die Karosserieform bot Platz für zwei Personen.
Nachfolger wurde 1913 der Lion-Peugeot Typ BP1.